# Markus Müller (Skispringer)
Markus Müller (geboren am 17. Juli 2002 in Sankt Veit an der Glan) ist ein österreichischer Skispringer.

## Werdegang
Markus Müller startet für die SG Klagenfurt.
Er trat ab 2018 in ersten internationalen Wettbewerben der Fédération Internationale de Ski im Skisprung-Alpencup, in dem er bis 2020 überwiegend antrat, in Erscheinung. Bis Jänner 2022 gewann er in dieser Wettbewerbsserie drei Einzelwettkämpfe und wurde in der Saison 2020/21 zudem Gesamtsieger im Alpencup.
Am 18. September 2020 gab er im Rahmen der Sommersaison 2020 im polnischen Wisła mit einem 21. Platz sein Debüt im Skisprung-Continental-Cup.
In der Saison 2021/22 startete er am 29. Jänner 2022 in Willingen zum ersten Mal im Skisprung-Weltcup und erzielte mit einem 17. Platz auf Anhieb seine ersten Weltcuppunkte. Bei den Nordischen Juniorenskiweltmeisterschaften 2022 im polnischen Zakopane wurde er im Einzel Dritter hinter seinen Landsleuten Daniel Tschofenig und David Haagen. Im Mannschaftswettbewerb mit Tschofenig, Haagen und Jonas Schuster wurde er Weltmeister.

## Statistik

### Weltcup-Platzierungen
| Saison  | Platz | Punkte |
| ------- | ----- | ------ |
| 2021/22 | 052.  | 034    |
| 2022/23 | 072.  | 008    |
| 2024/25 | 031.  | 157    |

### Continental-Cup-Platzierungen
| Saison  | Sommer | Sommer | Winter | Winter | Gesamt | Gesamt |
| Saison  | Platz  | Punkte | Platz  | Punkte | Platz  | Punkte |
| ------- | ------ | ------ | ------ | ------ | ------ | ------ |
| 2020/21 | 018.   | 024    | —      | —      | 071.   | 024    |
| 2021/22 | 010.   | 192    | 040.   | 175    | 029.   | 367    |
| 2022/23 | 025.   | 083    | 008    | 625    | 009.   | 708    |